# Diecezje pruskie

Diecezje w Prusach w XIII wieku

Diecezje pruskie – biskupstwa na podbijanym w XIII wieku terytorium Prus.
Papież Innocenty III w 1216 r. mianował  mnicha cysterskiego Chrystiana na biskupa misyjnego Prus. 5 maja 1218 papież Honoriusz III bullą Cum in partibus upoważnił Chrystiana do podzielenia Prus na dwie lub więcej diecezji i wyświęcenia dla nich biskupów.
Sprowadzenie Krzyżaków w 1226 oraz uwięzienie bp. Christiana przez Sambów w latach 1233–1239 skomplikowały sytuację. Za sprawą starań legata Wilhelma w 1234 wielki mistrz Gerhard von Malberg uzyskał od papieża Grzegorza ziemię chełmińską i Prusy w lenno. 
Kolejny papież Grzegorz IX bullą Cum exultatione spiritus z 30 maja 1236 polecił swemu legatowi Wilhelmowi z Modeny podzielić Prusy na trzy diecezje, do czego nie doszło na skutek sprzeciwu bp. Chrystiana. 
Dopiero 29 lipca 1243 r. papież Innocenty IV ponownie upoważnił Wilhelma do podziału misyjnej diecezji pruskiej. Ostatecznie powstały trzy diecezje w podbijanych Prusach oraz jedna na ziemi chełmińskiej i lubawskiej. W liście z 30 lipca papież powiadomiał bp. Chrystiana o podziale i polecał mu wybrać jedną z nich. Listem do Krzyżaków z października 1243 potwierdził podział Prus na diecezje:
- chełmińską,
- pomezańską,
- sambijską,
- warmińską.

Wszystkie cztery diecezje były podporządkowane nowej metropolii Prus, Inflant i Estonii, co potwierdził papież Aleksander IV bullą Cum universis z 31 marca 1255 r., wydanej z okazji ustanowienia stolicy metropolii w Rydze.